# Ulrich Middeldorf
Ulrich Alexander Middeldorf (* 23. Juni 1901 in Staßfurt, Regierungsbezirk Magdeburg; † 19. Februar 1983 in Florenz) war ein deutsch-amerikanischer Kunsthistoriker.

## Leben
Der Sohn eines Bergbauingenieurs studierte ab 1918 Kunstgeschichte in Gießen (bei Christian Rauch), München und Berlin und wurde 1924 bei Adolph Goldschmidt promoviert. 1924 bis 1926 war er Stipendiat am deutschen Kunsthistorischen Institut in Florenz, von 1927 bis 1935 betreute er die Fotosammlung des Instituts. Aufgrund von wirtschaftlichen Problemen und weltanschaulicher Opposition zum Nationalsozialismus emigrierte er 1935 in die Vereinigten Staaten und wurde Professor an der Universität Chicago; 1942 nahm er die amerikanische Staatsbürgerschaft an. Von 1953 bis zu seinem Ruhestand 1968 leitete er das Kunsthistorische Institut in Florenz. In seine Amtszeit fällt der Umzug in den Palazzo Capponi-Incontri.
Sein Spezialgebiet war die Geschichte der Plastik und der Medaillenkunst der italienischen Renaissance.
Middeldorf wurde 1969 mit dem Großen Bundesverdienstkreuz mit Stern geehrt.

## Veröffentlichungen (Auswahl)
- Die Entwickelung der thueringisch-saechsischen Plastik seit etwa 1250 bis 1350. Dissertation Universität Berlin 1925 (ungedruckt, Auszug in Jahrbuch der Dissertationen der Philosophischen Fakultät der Friedrich-Wilhelms-Universität zu Berlin 1924/25, 1, S. 173–176).
- mit Oswald Goetz: Medals and plaquettes from the Sigmund Morgenroth Collection. Art Institute of Chicago, Chicago 1943.
- Raphael's drawings. Bittner, New York 1945.